# Spanyolország comarcáinak listája

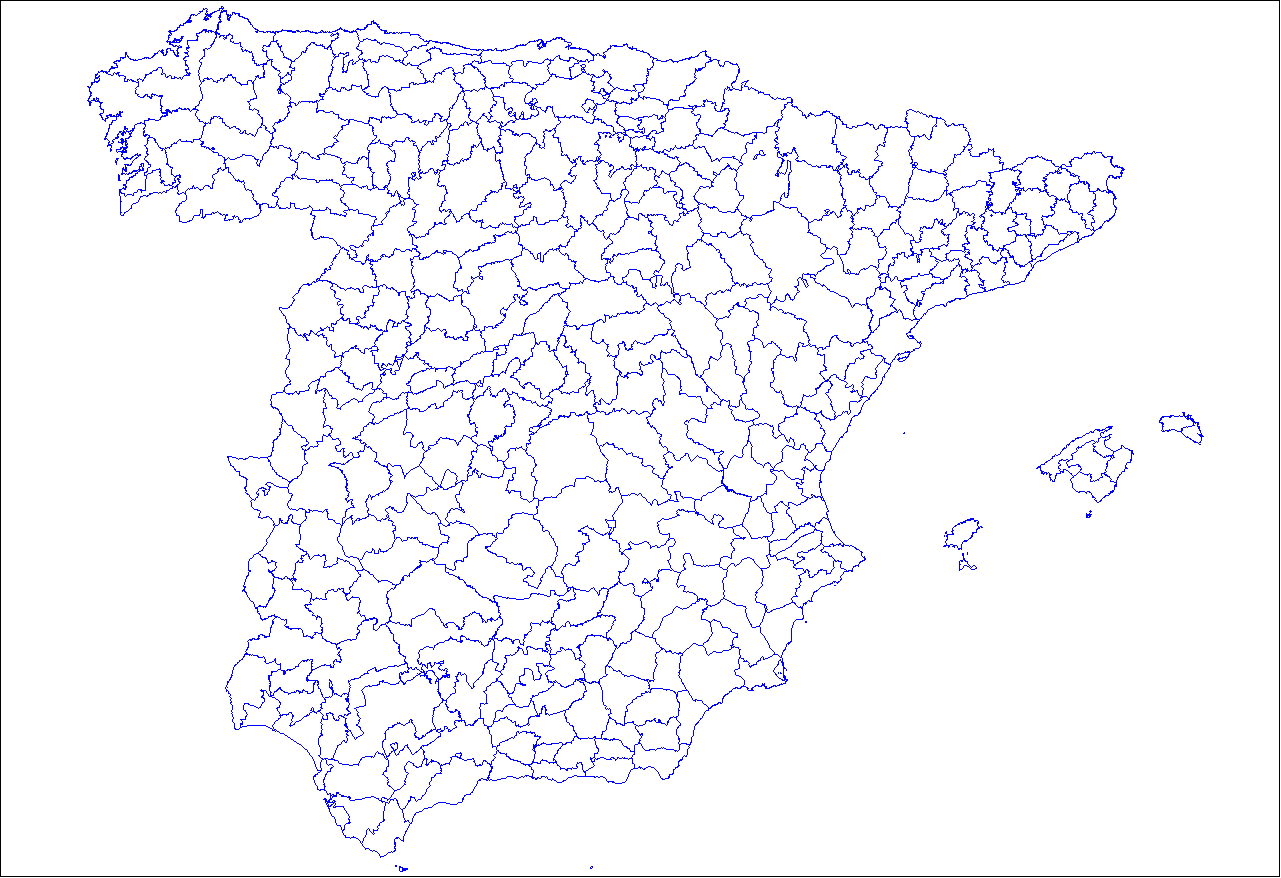
Spanyolország comarcái

Spanyolország területe autonóm közösségekre, azok területe pedig tartományokra oszlik. Ezeken belül léteznek kisebb, úgynevezett comarcák is, amelyet leginkább vidéknek, környéknek vagy járásnak lehetne fordítani. Ezek többsége csak földrajzi vagy kulturális fogalom, közigazgatási szerepük nincs, mindössze 5 autonóm közösségben léteznek adminisztratív szerepkörrel rendelkező comarcák: Aragóniában 33, Katalóniában 41, Valenciában 34, Galiciában 53 és Baszkföldön 20. Néhány comarca nem egyetlen tartományhoz tartozik, hanem átnyúlik egy másik tartományba is.

## A comarcák listája

### Andalúziacomarcái

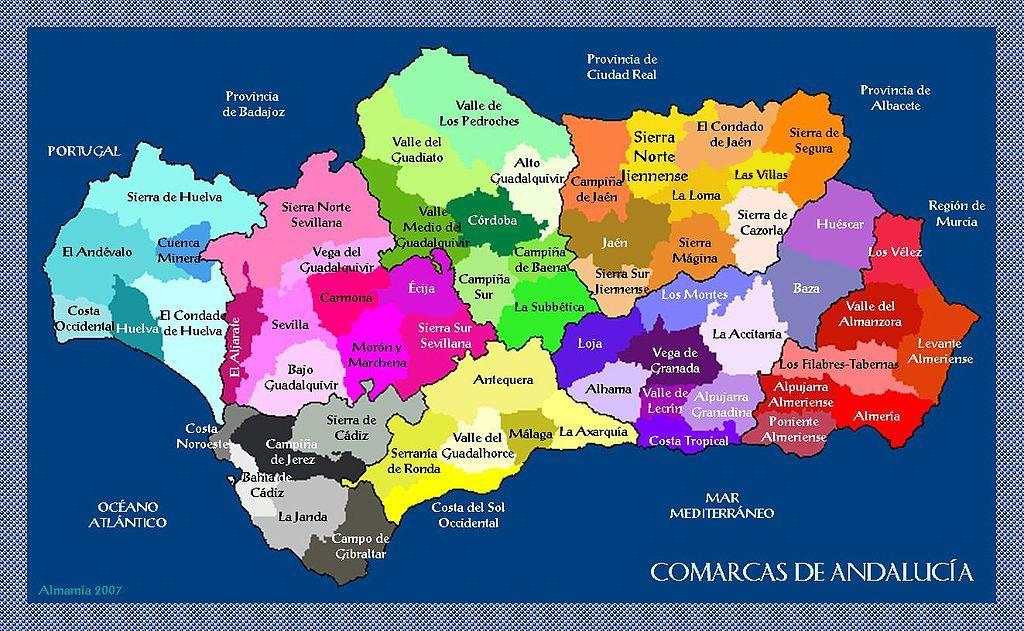
Andalúzia comarcái

#### Almeríacomarcái
- Alto Almanzora
- Poniente Almeriense
- Níjar
- Los Vélez
- Levante
- Almería

#### Cádizcomarcái
- Bahía de Cádiz

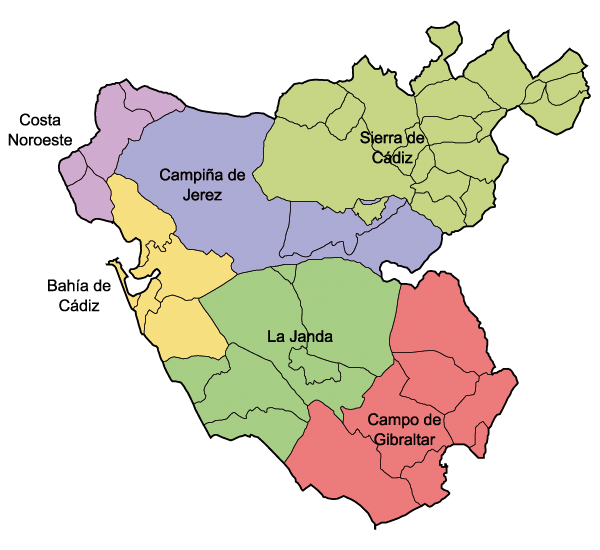
Cádiz comarcái

- Bajo Guadalquivir, más néven Costa Noroeste
- Campo de Gibraltar
- La Janda
- Campiña de Jerez, más néven Marco de Jerez
- Sierra de Cádiz

#### Córdobacomarcái
- Alto Guadalquivir
- Campiña Este - Guadajoz
- Campiña Sur
- Los Pedroches
- Subbetica
- Valle del Guadiato
- Vega del Guadalquivir

#### Granadacomarcái

Granada comarcái

- Granadin Alpujarra
- Comarca de Alhama
- Comarca de Baza
- Comarca de Guadix
- Comarca de Huéscar
- Comarca de Loja
- Granadin Coast
- Los Montes
- Lecrin Valley
- Vega de Granada

#### Huelvacomarcái
- Andévalo
- Condado de Huelva
- Cuenca Minera de Huelva
- Costa Occidental de Huelva
- Huelva
- Sierra de Huelva

#### Jaéncomarcái

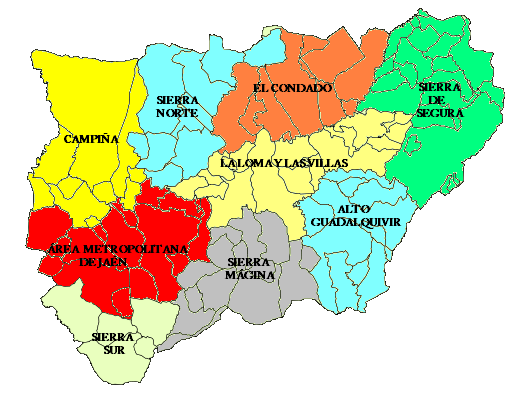
Jaén comarcái

- Alto Guadalquivir - Cazorla
- La Campiña
- El Condado
- Área Metropolitana de Jaén
- La Loma
- Las Villas
- Norte
- Sierra Mágina
- Sierra de Segura
- Sierra Sur de Jaén

#### Málagacomarcái
- Antequera
- Axarquía
- Costa del Sol Occidental (Nyugati Costa del Sol)
- Málaga
- Serranía de Ronda
- Valle del Guadalhorce

#### Sevillacomarcái
- Aljarafe
- Campiña
- Estepa
- Marisma
- Sierra Norte
- Sierra Sur
- La Vega

### Aragóniacomarcái

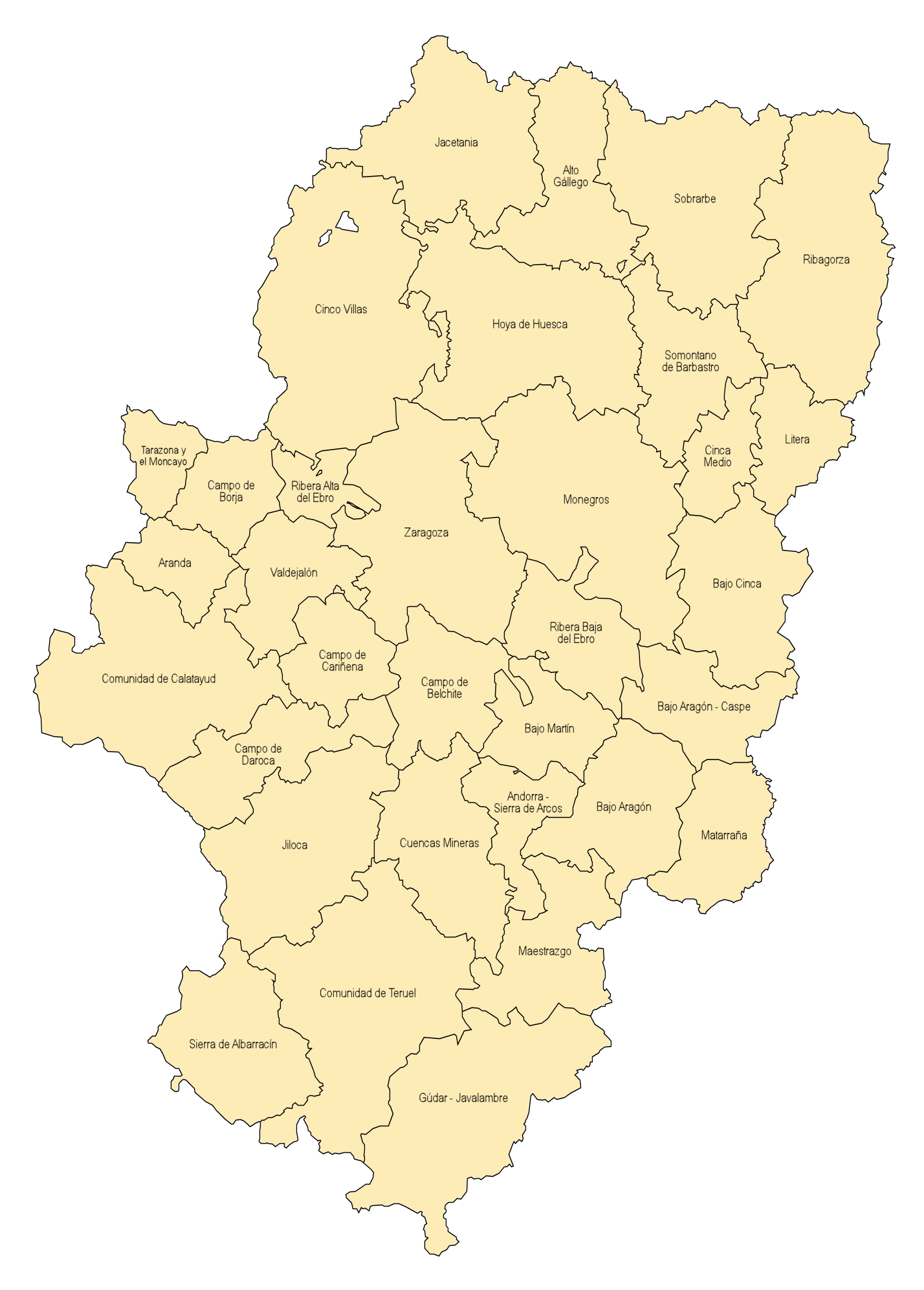
Aragónia comarcái

#### Huesca/Uescacomarcái
- Alto Gállego
- Bajo Cinca, más néven Baix Cinca
- Cinca Medio
- Hoya de Huesca, más néven Plana de Uesca
- Jacetania
- La Litera, más néven La Llitera
- Monegros
- Ribagorza
- Sobrarbe
- Somontano de Barbastro

#### Teruelcomarcái
- Bajo Martín
- Jiloca
- Cuencas Mineras
- Andorra-Sierra de Arcos
- Bajo Aragón
- Comunidad de Teruel
- Maestrazgo
- Sierra de Albarracín Comarca
- Gúdar-Javalambre
- Matarraña, más néven Matarranya

#### Zaragozacomarcái
- Aranda
- Bajo Aragón-Caspe, más néven Baix Aragó-Casp
- Campo de Belchite
- Campo de Borja
- Campo de Cariñena
- Campo de Daroca
- Cinco Villas
- Comunidad de Calatayud
- Ribera Alta del Ebro
- Ribera Baja del Ebro
- Tarazona y el Moncayo
- Valdejalón
- Zaragoza

### Asztúriacomarcái

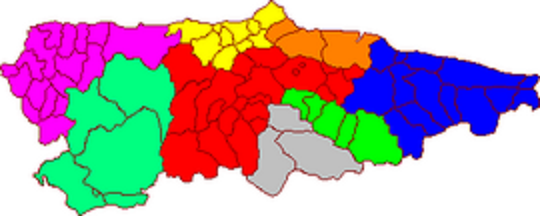
Asztúria comarcái

- Avilés
- Caudal
- Eo-Navia
- Gijón / Xixón
- Nalón
- Narcea
- Oriente
- Oviedo / Uviéu

### ABaleár-szigetekcomarcái

#### Mallorca
- Serra de Tramuntana
- Es Raiguer
- Es Pla
- Migjorn
- Llevant

#### Menorca
- Menorca

#### Pitiüses
- Eivissa
- Formentera

### Baszkföldcomarcái

#### Araba(Álava) comarcái
- Cuadrilla de Añana
- Cuadrilla de Ayala
- Cuadrilla de Salvatierra
- Cuadrilla de Vitoria
- Cuadrilla de Zuia
- Montaña Alavesa
- Rioja Alavesa

#### Bizkaiacomarcái

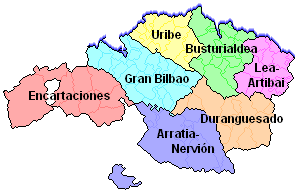
Bizkaia comarcái

- Arratia-Nerbioi
- Busturialdea
- Durangaldea
- Enkarterri
- Greater Bilbao
- Lea-Artibai
- Uribe

#### Gipuzkoacomarcái
- Bidasoa-Txingudi
- Debabarrena
- Debagoiena
- Goierri
- Donostialdea
- Tolosaldea
- Urola Kosta

### AKanári-szigetekcomarcái

#### Las Palmascomarcái
- Fuerteventura
- Lanzarote
- Las Palmas

#### Tenerifecomarcái
- El Hierro
- La Gomera
- La Palma
- Tenerife
  - Valle de Güímar
  - Valle de la Orotava
  - Icod
  - Daute Isla Baja
  - Isora-Teno
  - Tenerife Sur (Adeje-Arona)
  - Tenerife Sur (Granadilla-Arico)
  - Acentejo
  - Metropolitana-Anaga

### Kantábriacomarcái

Kantábria comarcái

- Comarca de Santander
- Besaya
- Saja-Nansa
- Costa occidental
- Costa oriental
- Trasmiera
- Pas-Miera
- Asón-Agüera
- Liébana
- Campoo-Los Valles

### Katalónia comarcái

Katalónia comarcái

#### Barcelonacomarcái
- Alt Penedès
- Anoia
- Bages
- Baix Llobregat
- Barcelonès
- Berguedà
- Garraf
- Maresme
- Moianès
- Osona (részben)
- Vallès Occidental
- Vallès Oriental

#### Gironacomarcái
- Alt Empordà
- Baix Empordà
- Baixa Cerdanya (részben)
- Garrotxa
- Gironès
- Osona (részben)
- Pla de l’Estany
- Ripollès
- Selva

#### Lleidacomarcái
- Alt Urgell
- Alta Ribagorça
- Baixa Cerdanya (részben)
- Garrigues
- Noguera
- Pallars Jussà
- Pallars Sobirà
- Pla d’Urgell
- Segarra
- Segrià
- Solsonès
- Urgell
- Val d’Aran

#### Tarragonacomarcái
- Alt Camp
- Baix Camp
- Baix Ebre
- Baix Penedès
- Conca de Barberà
- Montsià
- Priorat
- Ribera d'Ebre
- Tarragonès
- Terra Alta

### Kasztília–La Manchacomarcái

#### Albacetecomarcái
- Llanos de Albacete
- Campos de Hellín
- La Mancha del Júcar-Centro
- La Manchuela
- Monte Ibérico–Corredor de Almansa
- Sierra de Alcaraz y Campo de Montiel
- Sierra del Segura

#### Ciudad Realcomarcái
- - Campo de Montiel

#### Cuencacomarcái
- Alcarria conquense.
- La Mancha de Cuenca.
- Manchuela conquense.
- Serranía Alta.
- Serranía Baja.
- Serranía Media-Campichuelo.

#### Guadalajaracomarcái
- Campiña de Guadalajara
- Campiña del Henares
- La Alcarria
- La Serranía
- Señorío de Molina-Alto Tajo

#### Toledocomarcái
- Campo de San Juan
- La Jara
- La Campana de Oropesa
- Mancha Alta de Toledo
- Mesa de Ocaña
- Montes de Toledo
- La Sagra
- Sierra de San Vicente
- Tierras de Talavera
- Torrijos

### Kasztília és Leóncomarcái

#### Ávilacomarcái
- La Moraña
- Comarca de Ávila (Valle de Amblés és Sierra de Ávila)
- Comarca de El Barco de Ávila - Piedrahíta (Alto Tormes és Valle del Corneja)
- Comarca de Burgohondo - El Tiemblo - Cebreros (Valle del Alberche és Tierra de Pinares)
- Comarca de Arenas de San Pedro

#### Burgoscomarcái
- Merindades
- Páramos
- La Bureba
- Ebro
- Odra-Pisuerga
- Alfoz de Burgos
- Montes de Oca
- Arlanza
- Sierra de la Demanda
- Ribera del Duero

#### Leóncomarcái

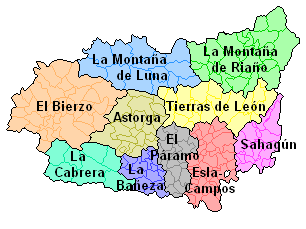
León comarcái

- La Montaña de Luna
- La Montaña de Riaño
- La Cabrera
- Astorga
- El Bierzo
- Tierras de León
- La Bañeza
- El Páramo
- Esla-Campos
- Sahagún

#### Palenciacomarcái
- Cerrato Palentino
- Montaña Palentina
- Páramos Valles
- Tierra de Campos

#### Salamancacomarcái
- Sierra de Francia Comarca

#### Segoviacomarcái
Kétféle felosztás létezik, az egyik szerint három comarca van:
- Segovia
- Cuéllar
- Sepúlveda

A másik szerint négy:
- Tierra de Pinares (részben Valladolid tartományhoz tartozik)
- Segovia
- Sepúlveda
- Tierra de Ayllón

Régebben hat volt:
- Tierra de Pinares
- Tierra de Ayllón
- Tierras de Cantalejo y Santa María la Real de Nieva
- Páramos del Duratón
- Tierra de Segovia
- Tierra de Sepúlveda

#### Valladolidcomarcái
- Tierra de Campos
- Montes Torozos
- Páramos del Esgueva
- Tierra de Pinares
- Campo de Peñafiel
- Campiña del Pisuerga
- Tierras de Medina

#### Zamoracomarcái
- Alfoz de Toro
- Aliste
- Benavente y Los Valles
- La Carballeda
- La Guareña
- Sanabria
- Sayago
- Tábara
- Tierra de Alba
- Tierra de Campos
- Tierra del Pan
- Tierra del Vino

### Extremadura comarcái

#### Badajozcomarcái
- Campiña Sur
- La Serena
- La Siberia
- Las Vegas Altas
- Llanos de Olivenza
- Sierra Suroeste
- Tentudía
- Tierra de Badajoz
- Tierra de Barros
- Tierra de Mérida - Vegas Bajas
- Zafra - Río Bodión

#### Cácerescomarcái
- Cáceres
- Campo Arañuelo
- La Vera
- Las Hurdes
- Las Villuercas
- Los Ibores
- Sierra de Gata
- Tajo-Salor
- Tierra de Alcántara
- Trasierra/Tierras de Granadilla
- Tierra de Trujillo
- Valencia de Alcántara
- Valle del Ambroz
- Valle del Jerte
- Vegas del Alagón

### Galicia

#### A Coruñajárásai (comarcái)
- A Barcala
- A Coruña
- Arzúa
- Barbanza
- Betanzos
- Bergantiños
- Ferrol
- Fisterra
- Muros
- Noia
- O Eume
- O Sar
- Ordes
- Ortegal
- Santiago
- Terra de Melide
- Terra de Soneira
- Xallas

#### Lugojárásai (comarcái)
- A Fonsagrada
- A Mariña Central
- A Mariña Occidental
- A Mariña Oriental
- A Ulloa
- Chantada
- Lugo
- Meira
- Os Ancares
- Quiroga
- Sarria
- Terra Chá
- Terra de Lemos

#### Ourensejárásai (comarcái)
- Allariz - Maceda
- A Baixa Limia
- O Carballiño
- A Limia
- Ourense
- O Ribeiro
- Terra de Caldelas
- Terra de Celanova
- Terra de Trives
- Valdeorras
- Verín
- Viana

#### Pontevedrajárásai (comarcái)
- A Paradanta
- Caldas
- O Deza
- O Baixo Miño
- O Condado
- O Morrazo
- O Salnés
- Pontevedra
- Tabeirós - Terra de Montes
- Vigo

### La Riojacomarcái
- Rioja Alta
- Rioja Baja
- Tierra de Cameros
  - Camero Nuevo (az Iregua folyótól nyugatra)
  - Camero Viejo (a Leza folyótól keletre)

### Madridcomarcái
- Comarca de Alcalá vagy Tierra de Alcalá
- Madrid
- Corredor del Henares
- Sierra Norte
- Sierra Este
- Sierra Noroeste
- Sierra Oeste
- Madrid Sur
- Las Vegas del Tajo
- Vega del Jarama

### Murciacomarcái
- Altiplano
- Alto Guadalentín
- Bajo Guadalentín

Murcia comarcái

- Campo de Cartagena / Comarca de Cartagena
- Huerta de Murcia
- Región del Mar Menor / Comarca del Mar Menor
- Región del Noroeste / Comarca del Noroeste
- Región del Río Mula / Cuenca del Río Mula
- Región Oriental
- Valle de Ricote
- Vega Alta / Comarca de la Vega Alta del Segura
- Vega Media / Comarca de la Vega Media del Segura

### Navarracomarcái

Navarra comarcái

- Cinco Villas
- Baztán
- Tudela
- Alto Bidasoa
- Barranca
- Norte de Aralar
- Ultzamaldea
- Aoiz
- Lumbier
- Auñamendi
- Cuenca de Pamplona
- Puente la Reina
- Estella Oriental
- Estella Occidental
- Sangüesa
- Tafalla
- Ribera del Alto Ebro
- Ribera Arga-Aragón
- Roncal-Salazar

### Valenciacomarcái

Valencia comarcái

#### Alicantecomarcái
- Alacantí
- Alcoià
- Alt Vinalopó
- Baix Vinalopó
- Comtat
- Marina Alta
- Marina Baixa
- Vega Baja del Segura / Baix Segura
- Vinalopó Mitjà

#### Castellóncomarcái
- Alcalatén
- Alt Maestrat
- Alto Mijares
- Alto Palancia
- Baix Maestrat
- Plana Alta
- Plana Baixa
- Ports

#### Valenciatartomány comarcái
- Camp de Túria
- Camp de Morvedre
- Canal de Navarrés
- Costera
- Hoya de Buñol
- Horta de València egykori comarca, amelyet négy részre bontottak:
  - Horta Nord
  - Horta Oest
  - Horta Sud
  - Valencia
- Requena-Utiel
- Rincón de Ademuz
- Ribera Alta
- Ribera Baixa
- Safor
- Serranos
- Vall d'Albaida
- Valle de Cofrentes-Ayora